# Cuña (formación)
En cuña o cunea es una formación táctica conocida y practicada desde la más remota Antigüedad especialmente por ejércitos audaces. 
Se reducía a formar un triángulo, más o menos equilátero, en cuyo vértice y lados adyacentes avanzaban los hombres de más empuje. Este ataque, llamado también embolon en griego, Rostro, Cabeza de puerco, Puercoespín. etc., es de una forma tan obvia y natural, que se ha usado desde los antiguos escitas hasta la ruidosa Batalla de Isly por el mariscal francés Bugeaud. Y verdaderamente que no hay que pensar mucho para buscarle origen, razones, ni nombre, ni cálculos. Todo grupo numeroso de hombres a pie o a caballo que corran individualmente hacia un objeto determinado, forman al poco tiempo un triángulo, pues necesariamente hay uno que corre más que los otros, otros pocos le siguen de cerca y la mayoría se va quedando atrás y ensanchando las filas últimas. 
La oportunidad de su empleo, como del de otra maniobra u orden táctico depende de la ocasión y del acierto en la comparación de las fuerzas propias con las enemigas, tanto en número como en calidad. A la cuña se opone como formación envolvente y obligada, la tenaza, esto es el ángulo abierto con el vértice hacia adentro para esquivar el choque del saliente de la cuña y tomar por la espalda la base o centro de esta, donde naturalmente se agrupa la gente más floja.